# クラップ
クラップ (CLOP)は、アニメ作品群『ガンダムシリーズ』のうち、宇宙世紀を舞台にした作品に登場する架空の艦艇。初出は劇場アニメ『機動戦士ガンダム 逆襲のシャア』。
作中の軍事勢力のひとつである地球連邦軍の宇宙巡洋艦で、サラミス級巡洋艦に替わって宇宙世紀0090年代以降の主力艦艇となっている。
本記事では、改修艦であるスペース・アークやリーンホースについても記述する。

## 名称
『逆襲のシャア』劇場パンフレットでは単に「巡洋艦」とされ、劇場公開当時に発行されたムックでは「連邦軍巡洋艦」とされていた。「クラップ級」とクラス名になったのは公開翌年の1989年発行の書籍『ENTERTAINMENT BIBLE (EB)』シリーズからである。
なお、『逆襲のシャア』の総監督である富野由悠季がそれ以前に制作したアニメ『伝説巨神イデオン』にも、同名の宇宙巡洋艦が登場している。

## 設定解説
当初からモビルスーツ (MS) の運用を考慮して設計された巡洋艦であり、それまでの連邦軍の同系艦にくらべて全体的な能力のバランスがよいとされる。同時期に建造されたラー・カイラム級（カイラム級）戦艦と設計思想を同じくしており、そのまま小型化したような外観をもっている。中央部と両舷のエンジン・ブロックに推進機関を搭載、ブロック直下に放熱板を配するというレイアウトも共通している。構造や部材の互換性も高く、ブリッジは上部のアンテナが1本（カイラム級は2本）であることを除けばまったく同じ構造であり、戦闘ブリッジも備えている。
主砲はカイラム級とほぼ同型の2連装メガ粒子砲塔を両舷に各1基装備。艦首にはミサイル発射管6門、ブリッジ後方に8連装ミサイル・ランチャーを後ろ向きに装備している。対空機銃はおもに単装砲が採用されており、カイラム級と同型のブリッジ側面に装備された2基のみ連装砲となっている。
MSの搭載数は不明であるが、劇中では少なくとも4機の搭載が確認できる（劇中での活躍を参照）。また、小説版『機動戦士ガンダムUC』ではリディ・マーセナスがクラップ級「キャロット」のMS搭載数を「確か6機」としている。標準の艦体色はグレーを基調にカタパルトとプロペラントタンクがオレンジ、推進器周縁が赤で塗り分けられている。

### 劇中での活躍
劇場版『逆襲のシャア』では、宇宙世紀0093年の5thルナの地球落下後にアムロ・レイ大尉がブースター・ベッドで月へ向けて発進する際、ロンド・ベル隊旗艦「ラー・カイラム」に随伴する2隻が初登場（艦名不詳）。ネオ・ジオン軍MS隊との交戦後、艦隊でサイド1コロニー「ロンデニオン」に入港する。
その後、ロンデニオンに駐留する1番艦の「クラップ」（ロンド・ベル隊所属）に、地球連邦軍参謀次官のアデナウアー・パラヤが乗艦しルナツーでのネオ・ジオン艦隊の武装解除に立ち会う。ジェガン3機を偵察に発進させるも騙し討ちに遭い（デッキには1機が残っているのが確認できる）、クェス・パラヤのヤクト・ドーガの攻撃によりメイン・ブリッジが破損、アデナウアーや艦長らが戦死する。直後に後方へミサイルを連射し敵機の右腕を破壊するも、すぐにギュネイ・ガスのヤクト・ドーガに後部ミサイル・ランチャーを破壊される。しかし撃沈はされず、満身創痍の状態でラー・カイラムと接触して状況を報告する。
ラー・カイラムのロンデニオン出港時には3隻が随伴（同型艦を参照）。アクシズの地球降下阻止作戦に参加するが、ラー・カイラムによるアクシズ爆破以降は1隻しか確認できない。ロンド・ベル隊所属艦以外にも、同隊に増援のMS隊を送る艦隊の中に、サラミス改級巡洋艦とともに2隻が確認できる。
30年後の0123年を描いた劇場アニメ『機動戦士ガンダムF91』では、フロンティア・サイドに侵攻するクロスボーン・バンガードに対抗する月からの援軍として、カイラム級を旗艦として多数が登場。ドレル大隊との戦闘では犠牲を払いながら健闘するも、ラフレシアの攻撃により全滅する。艦体色はライト・グレーを基調にカタパルトがライト・グリーン、推進器周縁が赤（一部の艦はMSデッキのハッチも）、プロペラントタンクはグレーで塗り分けられている。
さらに30年後の0153年を描いたテレビアニメ『機動戦士Vガンダム』では、リガ・ミリティアに協力する連邦軍の艦が登場。第15話ではバグレ隊の旗艦として最後の1隻となってもザンスカール帝国軍のカイラスギリーを攻撃するが、クロノクル・アシャーのトムリアットにブリッジに穴を開けられ投降、拿捕される。艦体色はカーキでプロペラントタンクが赤、対空機銃は連装砲となっている。
第41話以降はムバラク艦隊所属艦が多数登場し、ザンスカールのエンジェル・ハイロゥ作戦阻止に参加する。艦体色はライト・ブラウンで、ほかの塗り分けは標準塗装と同じ。第49話では艦首にビーム・シールドを装備し、展開している艦も確認できる（ただし、次のシーンでは装備していない）。

## 同型艦

### ラー・ザイム
劇場版『逆襲のシャア』に登場。艦名はアフレコ台本によるが、ゲーム『SDガンダム GGENERATION』シリーズでは「ラー・カイム」とされた。
ロンド・ベル隊所属で、アクシズの地球降下阻止作戦に参加する。
小説版『逆襲のシャア（ハイ・ストリーマー）』では、双胴の宇宙巡洋艦として描かれており、クラップ級とは異なる。また、ラー・カイラムに異動する以前のアムロ・レイが配属されている。艦長はマシアス・テスタ少佐。サイド1コロニー「スウィート・ウォーター」内に艦を入港させ、反連邦組織エグムとの戦闘を敢行した結果、住民に死者を出す不祥事を引き起こす。その後ロンデニオンに帰投し、極秘任務（艤装補強ともいわれる）のためロンド・ベル隊から離れてルナツーに向かう。ネオ・ジオン軍のルナツー急襲の際には、クラップの士官によれば拿捕されたと思われるとされており、劇場版とは異なる見解となっている。
『逆襲のシャア』脚本の初期稿を元にした小説『機動戦士ガンダム 逆襲のシャア ベルトーチカ・チルドレン』では、ラー・カイラムの盾となって結果的にハサウェイ・ノアが出撃する機会を作った直後にα・アジールに撃沈されるなど、劇場版におけるラー・チャターに近い役割となっている。
漫画『機動戦士ムーンガンダム』では、宇宙世紀0092年に消息を絶ったラー・ギルスを捜索する任務を受け、アムロの乗艦として登場。『ハイ・ストリーマー』での設定を踏まえた描写がなされている。
スマートフォンゲームアプリ『機動戦士ガンダム U.C. ENGAGE』のイベント「アムロシャアモード」では、第一次ネオ・ジオン抗争のコロニー落としからジュドー・アーシタとハマーン・カーンの最終決戦以前の間の時期に、アムロが初めて乗艦する様子が描かれている。当初の艦載機はアムロに用意されたリック・ディジェとジムII4機だが、その後アムロ機以外はジェガン1機とジムIII3機に更新される。

### ラー・キェム
劇場版『逆襲のシャア』に登場。艦名はアフレコ台本によるが、「ラー・ギエム」とする資料もあるほか、ゲーム『GGNENERATION』シリーズなどでは「ラー・ケイム」とされた。「ラー・キエム」と表記する資料もある。
ロンド・ベル隊所属で、アクシズの地球降下阻止作戦に参加する。

### ラー・チャター
劇場版『逆襲のシャア』に登場。EBシリーズではクラップ級の代表として取り上げられている。
ロンド・ベル隊所属で、アクシズの地球降下阻止作戦に参加するが、ラー・カイラムの盾となって轟沈。小説『ハイ・ストリーマー』でも同様である。

### キャロット
アニメ『機動戦士ガンダムUC』に登場。
宇宙世紀0096年にコロニー「インダストリアル7」へ向かう「袖付き」の偽装貨物船ガランシェールを追跡・発砲し、スタークジェガン1機、ジェガンD型2機を出撃させるも、マリーダ・クルスのクシャトリヤに返り討ちに遭う。ただし、艦自体は登場しない。
アニメ劇中では艦名は明らかにされないが、小説版ではその後のネェル・アーガマMS隊出撃の際に、機付長ジョナ・ギブニーがリディに上記の出来事を伝える際に言及されている。ロンド・ベル第2群所属とされる。コミカライズ版『機動戦士ガンダムUC バンデシネ』では、リディが増援として出撃する際、オペレーターのミヒロ・オイワッケンとの会話で言及される。
小説版および『UC バンデシネ』ではのちにロンド・ベル第3群第16任務隊所属となり、テネンバウムとともにガランシェール追跡を続行している。MS小隊「トライスター」と合流しガランシェールを捕捉、停船勧告のためMS隊が出撃した隙に本艦はフル・フロンタルのシナンジュの攻撃を受け轟沈する。『バンデシネ』では、対空機銃は連装砲になっている。なお、アニメ版でもトライスターがガランシェールを追跡する場面はあるが、経緯および展開は異なっており、母艦についても明らかにされていない。

### ダマスカス
Damascus
劇場アニメ『機動戦士ガンダムNT』に登場。初出は、同作品のベースとなった小説版『機動戦士ガンダムUC』の追補作品「不死鳥狩り」。
ほかの同型艦よりも格納庫が拡張されており、外観上は艦体中央が横に膨らんでいる。宇宙世紀0097年にユニコーンガンダム3号機「フェネクス」を捕獲する「不死鳥狩り」作戦を展開する「シェザール」隊の母艦となる。艦長はアバーエフ大佐。艦体色は白を基調に、カタパルト、放熱板、プロペラントタンクがダーク・グレー、推進器周縁などが赤で塗り分けられている。

### 映像作品以外
ガーパイク
漫画『機動戦士ガンダムF91プリクエル』に登場。0123年のクロスボーン・バンガード襲撃の直前、新型MSの競合試験においてガンダムF91#F91の模擬戦に立ち会う。艦長はシェル・バークス中佐。
ラー・エルム
小説『ベルトーチカ・チルドレン』に登場。ロンド・ベル隊所属で、ラー・ザイムに続いて撃沈される。
テネンバウム
小説版『UC』およびコミカライズ版『UC バンデシネ』に登場。
ロンド・ベル第3群第16任務隊としてキャロットとともにガランシェールを追跡するが、シナンジュの攻撃によりキャロットに続いて轟沈。
ウンカイ (Unkai)
『UC』の追補作品「戦後の戦争」、および漫画『機動戦士ガンダムUC バンデシネ Episode:0』に登場。
0094年6月15日、サイド1コロニー「ヘヴン」から2基のコンテナ（中身はシナンジュ・スタイン）をグラナダに運搬する任務に就くが、ネオ・ジオン残党の襲撃に遭う。実際には一部の連邦軍幹部およびアナハイム・エレクトロニクス社が画策した裏取引による「強奪に見せかけた譲渡」であるが、情報局員のリークによって一部MSパイロットが発砲し戦闘となる。その結果、強奪されたコンテナの中身であるシナンジュ・スタインに搭乗したフル・フロンタル大佐の攻撃により轟沈する。
艦体色は薄紫を基調に、カタパルトや推進器周縁が薄茶色に塗り分けられている。漫画版によれば艦長はゲイリー・ガンゼル。搭載MSはジェガン（D型先行配備機）でプロト・スタークジェガン（漫画版では通常のスタークジェガン）も1機配備されている。
ラー・デルス (Ra Dels)
「戦後の戦争」および『UC バンデシネ Episode:0』に登場。
ウンカイの護衛任務に就くが、こちらもシナンジュ・スタインの攻撃によって轟沈。
艦体色は白を基調に、カタパルトがグレー、推進器周縁が赤、放熱板が紫に塗り分けられている。漫画版によれば艦長はササイという女性で、裏取引のことは知らず、ゲイリー艦長を叱責する。搭載MSはジェガン（D型先行配備機）。
ラー・ギルス (Ra-Gills)
漫画『機動戦士ムーンガンダム』に登場。
ロンド・ベル隊所属で、艦籍番号はSCC-180926。0092年にサイド1コロニー「ムーンムーン」近傍を航行する不審船（偽装貨物船「アタラント3」）を発見、停船命令を無視され交戦状態となる。
艦体色はグレーを基調に、本体の喫水部およびMSデッキのハッチや推進器周縁が白、プロペラントタンクがオレンジで塗り分けられている。艦長はラウロ・バチーク。搭載MSはジムIII 、ジムIII・パワード、シータプラス。
ラフィン・ブル
漫画『F91プリクエル』に登場。サナリィ所属で、クロスボーン・バンガード侵攻前の0123年のフロンティア・サイドで稼働試験をおこなうF91ヴァイタル2機の母艦。両舷のエンジン・ブロックの前部にデッキが増設されている。試験観測用のアイザックも搭載されている（のちに改修型2機に増加）。

## スペース・アーク
劇場アニメ『機動戦士ガンダムF91』に登場。小説版では「スペースアーク」と中黒なしで表記される。
老朽化したクラップ級を改装した練習艦。しかし、当時の新世代MSであるガンダムF91の性能試験の母艦としても運用するため、メンテナンス設備はかなり充実している。
艦体構造はクラップ級からそれほど変更されていないが、機関部周辺の形状は変更されており、両舷にあったエンジン・ブロックが一体化され、本体の推進機関が廃されたため計4基となっている。また放熱板も除去されている。ブリッジもクラップ級と同じ構造が採用されているが、戦闘時には前に倒れ込むようにして艦体に収納され、戦闘ブリッジのみが露出する。艦底部には、クラップ級には見られなかった着陸用のランディング・アームを計10基実装している。
主砲の2連装メガ粒子砲塔やミサイル発射管の配置はクラップ級から変更されていない。後部8連装ミサイル・ランチャーは廃され、対空機銃は6門と減ったものの連装砲となり、配置もやや下方に変更されている。
MSの搭載数は不明であるが、劇中では最大5機（F91、ヘビーガン、ダギ・イルス、ジェガンJ型2機）を収容している。また、ジョージ・アズマは「10機くらい」と述べている。

### 劇中での活躍（スペース・アーク）
サイド4コロニー「フロンティアI」駐留軍の所属であり、近傍の宙域で訓練をおこなっていたところにクロスボーン・バンガード (C・V) の侵攻が開始される。教官のMSパイロットは出撃し、士官および下士官も迎撃に参加したことから、レアリー・エドベリ中尉を艦長代理として練習生による操艦でフロンティアI内に避難、フロンティアIVから逃げてきたシーブック・アノーらが乗るスペース・ボートが停泊する丘陵斜面に不時着する。シーブックらは難民として乗艦するが、補充要員として働く。このときに搭載されているMSはF91 1機のみであるが、その後コズモ・エーゲス元大佐がビルギット・ピリヨのヘビーガンを呼び寄せる。また、成り行きでダギ・イルスやビギナ・ギナといったC・Vの鹵獲機も戦力としている。コズモの指揮により一時的にレジスタンスの拠点となるが、その後難民を乗せてフロンティアIを脱出し、月へ向かっている。
漫画『F91プリクエル』では、0123年3月16日に次期主力MSコンペに参加するF91ヴァイタルを搭載したラフィン・ブルに随伴してフロンティアIを出港する。アグレッサー機としてリビルドハイザック3機を搭載している。

### 同型艦（スペース・アーク）
リーンホースについては後述。
ブレイウッド
『機動戦士ガンダム シルエットフォーミュラ91』に登場。デザイン原案はときた洸一で、この時点でほぼ完成されている。また、発注時の名称は「ブレイドウッド」であった。
アナハイム・エレクトロニクス (AE) 社所有の民間船で、「スペース・アーク級改装艦」とされる。元のスペース・アーク級よりさらに小型で、全長は160mほどとなっている。連邦軍の輸送艦コロンブスを模した艤装がほどこされ、MS用カタパルトを前後に備えているほか、ブリッジ脇左右に収納式のカタパルトも備えている。前部カタパルトは短縮されているが、代わりに格納庫が延長されている。民間の所有物であるため非武装船とされるが、メガ粒子砲を隠して装備している。0123年2月に元連邦軍大佐であるアイトール・ホルストを艦長とし、ゼブラゾーンでシルエットフォーミュラプロジェクト (SFP) に関連する試作MSの運用試験を実施する。搭載MSはシルエットガンダム、ハーディガン、Gキャノン・マグナ。
連邦軍306部隊の謀略により左舷エンジンを爆破されるが、メガ粒子砲で放棄コロニーの外壁に穴を開けて内部に侵入し、難民を収容する。
フェア・レディ (Fairlady)
漫画『機動戦士ガンダムF90 ファステストフォーミュラ』に登場。クラップ級と同様に両舷下部に放熱板、さらに艦体下部にもリーンホースと同様に2枚の放熱板を有する。「スペース・アーク級巡洋艦」とされ、0115年の連邦軍第2特別実験戦団「ファステストフォーミュラ」の母艦となる。艦長はランディ・ホーキンス大佐。搭載MSはテスト対象であるガンダムF90（2号機）のほか、F89、キャノンガンダム、Gキャノン。
サイド2コロニー「アメリア」近傍でテロ組織NSPのジャムル・フィンの攻撃により左舷エンジンを損傷したため、部隊は翌年にルナツーでラー・カイラム級「エイジャックス」に移乗する。
マグラブラ
『ファステストフォーミュラ』に登場。「スペース・アーク級改修艦」とされ、ブレイウッドと同型。AE社によるSFPの発動にもとづき結成された連邦軍の先遣調査部隊「ウジャトアイズ」の母艦として、0115年に実戦テストをおこなうガンダムF90 2号機を監視し続ける。搭載MSはGカスタム2機、EWACジェガン3機。
キャリー・ベース
ゲーム『SDガンダム GGENERATION』シリーズに登場。『SDガンダム GGENERATION PORTABLE』が初出で「クラップ級巡洋艦」とされるが、スペース・アークと同型。初めて実戦に参加する部隊に対して与えられる練習艦となっている。艦体色は赤に近いオレンジを基調に、カタパルトなどがグレー、プロペラントタンクなどが黄色で塗り分けられている。『GGENERATION PORTABLE』における初期搭載MSはフェニックスガンダム、トルネードガンダム3機。
『SDガンダム GGENERATION CROSS RAYS』では、スペース・アークとは異なるデザインに変更された。『SDガンダム GGENERATION ETERNAL』ではスペース・アーク級を「キャリー・ベース」、『CROSS RAYS』版を「キャリー・ベース2」としている。

## リーンホース
テレビアニメ『機動戦士Vガンダム』に登場。リガ・ミリティアに協力した連邦軍軍艦の1つで、開戦初期にアイルランドのロンドンデリー駐屯地よりリガ・ミリティアに派遣され、カミオン隊に合流している（小説版ではアレキサンドリア級）。
ある程度の近代化改修が施されているが、劇中ではビームシールドは使用しておらず、装備については不明。原型艦であるクラップ級の進宙から60年が経過しているため、ザンスカール戦争時には旧式艦とされていた（劇中では「旧式戦艦」というテロップが表示された）。老朽化していたが、リガ・ミリティアの戦力の中核として各地を転戦した。カイラスギリー攻防戦では攻撃部隊の中核となって奮戦し、カイラスギリーに接舷するも大破した。カイラスギリー戦後には大改修が行われ、リーンホースJr.となった。
カタパルトが増設されており、船体前後に1基ずつ配備されている。格納庫は全通式に変わっており、MSは対面5機ずつ計10機が搭載・運用された。
艦長は連邦軍所属のロベルト・ゴメス大尉。
漫画版では、新装版も含めてリーンフォース表記になっている。アニメとは異なり、地球でのモトラッド艦隊戦（第8章）まで運用された。

### リーンホースJr.
テレビアニメ『機動戦士Vガンダム』に登場。カイラスギリー攻略戦で損傷したリーンホースとガウンランドを鹵獲したスクイード1の主艦体に載せるような形で大改修されたもので、ドック艦であるラビアンローズIVにて竣工した。改修の結果、単独でも大気圏突入・離脱を行うことができるという、最新艦艇と比較しても遜色のない高性能を誇る機動戦艦となった。
主な兵装は2連装メガ粒子砲6基（旧リーンホースもしくはガウンランドのものが両舷上下に各1基、旧スクイード1のものが艦底に2基）、MSカタパルト5基（旧リーンホース艦首部に1基〈艦尾には着艦専用デッキ〉、旧スクイード1のものが艦底左右に各2基ずつ）、本体舷側部左右に装備された3連装対空機銃、艦首ビームシールドを前方に収束展開して突撃するビームラムがある。武装面での強化のほか、スクイードをベースとしていることから機動力が強化されてMS収容数も増大し、単艦で1個中隊以上の戦力を保持可能となったことで、総合的な戦闘力はリーンホースから大幅に向上した。
劇中での活躍
ザンスカール本国への奇襲作戦より任務に就いた。艦長は引き続きゴメス大尉が務めている。本国奇襲後に寄港したマケドニアで拿捕されたがビーム・ラムで隔壁を破って脱出し、月へ向かう。月面で補給受けつつネオカルタヘナにてベスパの地球浄化作戦のために建造されたモトラッド艦隊の地球降下阻止を計ったが失敗し、艦隊を追ってそのまま地上に降下する。
ベスパの地球浄化作戦の開始を阻止するべく行動を起こし、アンダーフックやメキシコを転戦するが、ザンスカールと連邦政府との間で停戦協定が結ばれたため、武装解除されたベスパの基地であるラゲーンから再び宇宙へ上がる。その後、ザンスカールのエンジェル・ハイロゥ作戦をキャッチし、これを阻止すべく奔走する。宇宙に上がってからはリガ・ミリティアに同調した地球連邦宇宙軍のムバラク艦隊と合流して連合艦隊を形成し、その主軸を担って各地を転戦する。
エンジェル・ハイロゥ攻防戦の終盤において、激戦の中でリグ・コンティオの襲撃を受けエンジンに被弾し中破する。左舷エンジンを切り離した後、若いクルーを退艦させたうえで老人たちが若者に未来を託して敵戦艦アドラステアにビームラムで特攻をしかけ、それを阻止しようとしたMS部隊の猛攻撃によって艦橋を破壊されながらも敵艦へ激突し、轟沈する。両艦を巻き込んだ大爆発は付近に展開していたモトラッド艦隊を巻き込み、艦隊を全滅させた。
漫画版では、新装版も含めてリーンフォースJr.表記になっている。第9章で、リーンフォースに代わる母艦として登場する（改修の描写は無い）。同章ではゴメスは登場せず、マーベット・フィンガーハットが指示を出す場面が描かれている。後の章では登場しておらず、特攻が行われたかは不明。